# Hedsnäcka
Hedsnäcka (Candidula unifasciata) är en snäckart som först beskrevs av Jean Louis Marie Poiret 1801.  Hedsnäcka ingår i släktet Candidula, och familjen hedsnäckor. IUCN kategoriserar arten globalt som livskraftig. Arten är reproducerande i Sverige.